# Turbo (album)
Turbo je desáté studiové album heavymetalové skupiny Judas Priest, které vyšlo 21. března 1986 přes vydavatelství Columbia.
V britském žebříčku se umístilo na 33. místě a v žebříčku Billboard 200 se umístil na 17. místě. 
Při nahrávání bylo používáno syntezátoru a album oproti předchozím působí „uhlazeněji“. V Kanadě se prodalo přes 100 tisíc kopií a stalo se platinovým albem. V roce 1986 bylo RIAA oceněno jako zlatá deska a roku 1987 jako platinová, ale reakce fanoušku byla negativní a hudební kritika uváděla smíšené recenze.
Píseň "Reckless" se měla objevit ve filmu Top Gun. Skupina ji však nakonec odmítla zapůjčit, protože se bála, že film bude propadák.
Píseň "Out in the Cold" je velmi osobní Halfordova metalová balada, protože text je ovlivněn jeho životním partnerem, který spáchal sebevraždu asi rok po vydání písně.
Skupina zpočátku nahrála dvojalbum, které se mělo jmenovat Twin Turbos ze kterého se skládala první polovina více komerčního metalu a druhá polovina agresivního metalu. Tento nápad byl zavrhnut a místo toho byl materiál rozdělen a komerčnější písně se objevily na albu Turbo. Texty na albu jsou výrazně jiné než na předchozích albech jako jsou sci-fi a fantasy témata. Zde se objevuje téma láska a romantika.
V roce 2008 Halford označil album jako "láska/nenávist Judas Priest album"
Navzdory úspěchu alba. Downing řekl: "Turné bylo velmi úspěšné, ale nebylo to album s velkým prodejem, ve který jsme doufali. Myslím, že hodně z toho šlo s přijatelností a úspěchem spousty jiných kapel, na které byste se podívali na MTV. Dokonce i Ozzy šel ke kadeřníkům." Halford ve svých memoárech Confess z roku 2020, že vidí své některé texty na Turbo jako podprůměrné, a uvedl, že jeho tehdejší zneužívání alkoholu a drog si začalo vybírat svou daň na jeho procesu psaní.

## Seznam skladeb
Všechny skladby složili Glenn Tipton, Rob Halford a K. K. Downing.
| Pořadí | Název                         | Hudba                 | Délka |
| ------ | ----------------------------- | --------------------- | ----- |
| 1.     | Turbo Lover                   | Glenn Tipton          | 5:33  |
| 2.     | Locked In                     | K. K. Downing, Tipton | 4:19  |
| 3.     | Private Property              | Tipton                | 4:29  |
| 4.     | Parental Guidance             | Tipton, Downing       | 3:25  |
| 5.     | Rock You All Around the World | Tipton                | 3:37  |
| 6.     | Out in the Cold               | Tipton, Downing       | 6:27  |
| 7.     | Wild Nights, Hot & Crazy Days | Downing               | 4:39  |
| 8.     | Hot for Love                  | Downing               | 4:12  |
| 9.     | Reckless                      | Tipton, Downing       | 4:17  |

### Bonusové skladby (2001)
1. "All Fired Up" – 4:45
2. "Locked In" – 4:24 (živě, nahráno v Kiel Auditorium, St. Louis, Missouri, 23. 5. 1986)

## Sestava
- Rob Halford – zpěv
- K.K. Downing – sólová kytara (všechny kromě 1, 3, 5), rytmická kytara (všechny kromě 1, 3, 5)
- Glenn Tipton – sólová kytara (všechny kromě 7, 8), rytmická kytara (všechny kromě 7, 8)
- Ian Hill – baskytara
- Dave Holland – bicí
- Jeff Martin – doprovodné vokály ve skladbě "Wild Nights, Hot & Crazy Days"